# Edward the Great
| 전문가 평가 | 전문가 평가 |
| 평가 점수   | 평가 점수   |
| 출처        | 점수        |
| ----------- | ----------- |
| AllMusic    | [ 2 ]       |

《Edward the Great》은 2002년 11월 4일에 발매된 영국의 헤비 메탈 밴드 아이언 메이든의 세 번째 컴필레이션 음반이다. 《Best of the Beast》와 같은 다른 음반의 곡들을 한데 모은 밴드의 다른 작품들과는 달리, 《Edward the Great》은 폴 디애노를 보컬로 내세운 그룹의 첫 두 음반의 어떤 자료도 포함하지 않지만 블레이즈 베일리의 5년 재임 때의 자료도 포함하고 있다.

## 배경
믹 월에 따르면, 이 컬렉션은 《Best of the Beast》와 《Ed Hunter》와 같은 이전 컴필레이션 이후 얼마 지나지 않아 발매되었기 때문에 팬들 사이에서 논란이 되었다. 베이시스트이자 창립 멤버인 스티브 해리스는 "우리는 《Edward the Great》 음반에 대해 약간의 비난을 받았지만, 그것은 하드코어 팬을 겨냥한 것이 아니라 티셔츠에서 이름을 듣거나 봤고 어떤 음반을 골라야 할지 모르는 주변 사람들을 겨냥한 것이었다"라고 말했다. "진짜 수집가"를 만족시키기 위해 밴드는 《Eddie's Archive》 박스 세트를 동시에 발매했다.
2005년에 개정판이 유럽, 아시아, 남미에서 최신 트랙 리스트와 함께 발매되었다. 새로운 버전은 북미에서만 발매된 《The Essential Iron Maiden》 컴필레이션의 발매와 동시에 《Dance of Death》 음반의 곡들과 〈Fear of the Dark〉의 대체 라이브 버전이 수록되어 있다. 업데이트된 CD에는 동명의 음반에 수록된 〈Brave New World〉라는 곡도 추가되었고 책자에는 아이언 메이든 매니저 로드 스몰우드의 새로운 서문이 포함되어 있으며 창립 멤버 스티브 해리스가 원래의 서문을 대체했다. 음반 커버는 두 에디션을 구분하지 않는다.

## 곡 목록

### 오리지널 곡 목록 (2002년)
| #   | 제목                                        | 작사·작곡                      | 오리지널 발매                             | 재생 시간 |
| --- | ------------------------------------------- | ------------------------------ | ----------------------------------------- | --------- |
| 1.  | 〈Run to the Hills〉                        | 스티브 해리스                  | 《The Number of the Beast》 (1982년)      | 3:55      |
| 2.  | 〈The Number of the Beast〉                 | 해리스                         | 《Seventh Son of a Seventh Son》 (1988년) | 4:52      |
| 3.  | 〈Flight of Icarus〉                        | 브루스 디킨슨, 아드리안 스미스 | 《Piece of Mind》 (1983년)                | 3:52      |
| 4.  | 〈The Trooper〉                             | 해리스                         | 《Piece of Mind》 (1983년)                | 4:11      |
| 5.  | 〈2 Minutes to Midnight〉                   | 스미스, 디킨슨                 | 《Powerslave》 (1984년)                   | 6:00      |
| 6.  | 〈Wasted Years〉                            | 스미스                         | 《Somewhere in Time》 (1986년)            | 5:06      |
| 7.  | 〈Can I Play with Madness〉                 | 스미스, 디킨슨, 해리스         | 《Seventh Son of a Seventh Son》 (1988년) | 3:31      |
| 8.  | 〈The Evil That Men Do〉                    | 스미스, 디킨슨, 해리스         | 《Seventh Son of a Seventh Son》 (1988년) | 4:34      |
| 9.  | 〈The Clairvoyant〉                         | 해리스                         | 《Seventh Son of a Seventh Son》 (1988년) | 4:27      |
| 10. | 〈Infinite Dreams〉                         | 해리스                         | 《Seventh Son of a Seventh Son》 (1988년) | 6:10      |
| 11. | 〈Holy Smoke〉                              | 해리스, 디킨슨                 | 《No Prayer for the Dying》 (1990년)      | 3:48      |
| 12. | 〈Bring Your Daughter... to the Slaughter〉 | 해리스, 디킨슨                 | 《No Prayer for the Dying》 (1990년)      | 3:48      |
| 13. | 〈Man on the Edge〉                         | 블레이즈 베일리, 야닉 거스     | 《The X Factor》 (1995년)                 | 4:12      |
| 14. | 〈Futureal〉                                | 해리스, 베일리                 | 《Virtual XI》 (1998년)                   | 2:55      |
| 15. | 〈The Wicker Man〉                          | 스미스, 해리스, 디킨슨         | 《Brave New World》 (2000년)              | 4:34      |
| 16. | 〈Fear of the Dark (Live)〉                 | 해리스                         | 《Rock in Rio》 (2002년)                  | 8:04      |

### 재발행 곡 목록 (2005년)
| #   | 제목                                        | 작사·작곡                     | 오리지널 발매                             | 재생 시간 |
| --- | ------------------------------------------- | ----------------------------- | ----------------------------------------- | --------- |
| 1.  | 〈Run to the Hills〉                        | 해리스                        | 《The Number of the Beast》 (1982년)      | 3:55      |
| 2.  | 〈The Number of the Beast〉                 | 해리스                        | 《Seventh Son of a Seventh Son》 (1988년) | 4:52      |
| 3.  | 〈The Trooper〉                             | 해리스                        | 《Piece of Mind》 (1983년)                | 4:11      |
| 4.  | 〈Flight of Icarus〉                        | 스미스, 디킨슨                | 《Powerslave》 (1984년)                   | 3:52      |
| 5.  | 〈2 Minutes to Midnight〉                   | 스미스, 디킨슨                | 《Powerslave》 (1984년)                   | 6:00      |
| 6.  | 〈Wasted Years〉                            | 스미스                        | 《Somewhere in Time》 (1986년)            | 5:06      |
| 7.  | 〈Can I Play with Madness〉                 | 스미스, 디킨슨, 해리스        | 《Seventh Son of a Seventh Son》 (1988년) | 3:31      |
| 8.  | 〈The Evil That Men Do〉                    | 스미스, 디킨슨, 해리스        | 《Seventh Son of a Seventh Son》 (1988년) | 4:34      |
| 9.  | 〈Bring Your Daughter... to the Slaughter〉 | 디킨슨                        | 《No Prayer for the Dying》 (1990년)      | 4:44      |
| 10. | 〈Man on the Edge〉                         | 베일리, 거스                  | 《The X Factor》 (1995년)                 | 4:12      |
| 11. | 〈Futureal〉                                | 해리스, 베일리                | 《Virtual XI》 (1998년)                   | 2:55      |
| 12. | 〈The Wicker Man〉                          | 스미스, 해리스, 디킨슨        | 《Brave New World》 (2000년)              | 4:34      |
| 13. | 〈Brave New World〉                         | 데이브 머레이, 해리스, 디킨슨 | 《Brave New World》 (2000년)              | 6:18      |
| 14. | 〈Wildest Dreams〉                          | 스미스, 해리스                | 《Dance of Death》 (2003년)               | 3:52      |
| 15. | 〈Rainmaker〉                               | 머레이, 해리스, 디킨슨        | 《Dance of Death》 (2003년)               | 3:48      |
| 16. | 〈Fear of the Dark (Live)〉                 | 해리스                        | 《Death on the Road》 (2005년)            | 7:28      |

## 인증
| 국가                       | 인증 | 판매량/출하량 |
| -------------------------- | ---- | ------------- |
| 캐나다 (뮤직 캐나다)       | 골드 | 50,000^       |
| 핀란드 (Musiikkituottajat) | 골드 | 15,201        |
| 스웨덴 (GLF)               | 골드 | 30,000^       |
| 영국 (BPI)                 | 골드 | 100,000^      |
| ^출하량을 기반으로 한 인증 |      |               |